# María Eugenia Suárez

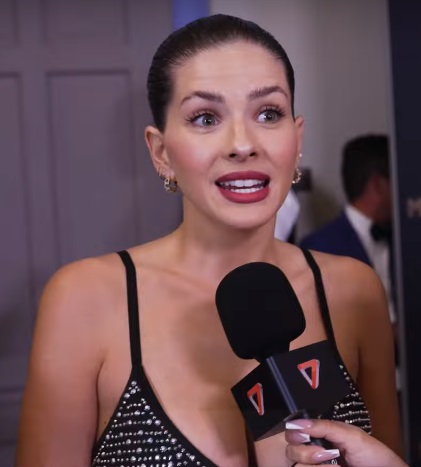
María Eugenia Suárez im Jahr 2023

Maria Eugenia Suárez (auch China Suárez; * 9. März 1992 in Buenos Aires) ist eine argentinische Schauspielerin, Sängerin und Model.

## Leben
Maria Eugenia Suárez wurde 1992 als Tochter von Guillermo Suárez und Marcela Riveiro in der argentinischen Hauptstadt Buenos Aires geboren. Ihre erste Rolle übernahm sie schon vor dem Alter von 10 Jahren in einer Folge der Serie Tiempofinal. 2003 trat sie in 60 Folgen der Serie Rincón de luz in der Rolle der Pia auf, weitere Auftritte in Fernsehserien folgten. Zwischen 2007 und 2010 trat sie in über 450 Folgen der Serie Casi ángeles als Jazmín auf. Die Serie handelt von fünf Teenagern, die sich in einem Waisenhaus treffen und gemeinsam einem großen Geheimnis nachgehen. Aus dieser Serie heraus formierte sich die Popband Teen Angels, welche insgesamt vier Studioalben veröffentlichte. Diese waren in Argentinien sehr erfolgreich, zwei Alben (Teen Angels 2007, Teen Angels 2009) erreichten Platinauszeichnungen, eines (Teen Angels 2008) erhielt eine Doppelplatinauszeichnung und wurde das drittmeistverkaufte Album des Jahres. Kurz bevor die Band 2011 auf Welttournee gehen wollte, verließ Suárez die Band.
Suárez spielte in mehreren weiteren Fernsehserien, bevor sie 2015 ihre erste Kinorolle in dem Film Abzurdah übernahm, wofür sie als Beste neue Darstellerin bei der Preisverleihung der Academy of Motion Picture Arts and Sciences of Argentina ausgezeichnet wurde. 2016 spielte sie in der Komödie El Hilo Rojo an der Seite von Benjamn Vicuca, mit dem sie auch 2017 in dem Film Los padecientes zu sehen war. Sie spielte 2019 in 200 Folgen der Historientelenovela Argentina, tierra de amor y venganza, 2021 übernahm sie in der Serie Paartherapie mal anders die Rolle der Malena. 2022 hatte sie in der spanisch-argentinisch-deutschen Koproduktion Die Spur der Knochen eine Hauptrolle.
Suárez ist Mutter von drei Kindern, die 2013, 2018 und 2020 geboren wurden.

## Filmografie
- 2000: Tiempofinal
- 2003: Rincón de luz
- 2007–2010: Casi ángeles
- 2015: Abzurdah
- 2016: El Hilo Rojo
- 2017: Los padecientes
- 2019: Argentina, tierra de amor y venganza
- 2021: Paartherapie mal anders (Terapia alternativa)
- 2022: Die Spur der Knochen (Objetos)